# Westclox Scotland

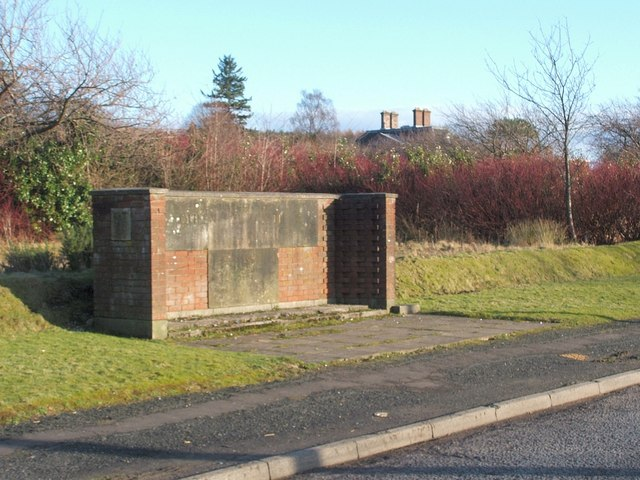
Monumento celebrativo delle due visite reali presso lo stabilimento della Westclox Scotland.

Westclox Scotland è stato un marchio di proprietà Westclox con sede a Dumbarton nel West Dunbartonshire in Scozia. Durante i suoi anni di attività, la fabbrica ha prodotto più di 50 milioni di orologi.

## Storia
Già nel 1939, la Westclox aveva l'intenzione di cominciare a produrre i propri orologi in Scozia, ma a causa del secondo conflitto mondiale l'azienda dovette rinviare l'ambizioso progetto fino al 1948, si dovette aspettare il 27 settembre dello stesso anno per assistere al primo prodotto della filiale Scozzese, si trattava di una sveglia a molla alta 10 cm.
Il 95% del personale era costituito da manodopera locale, inoltre l'azienda si occupava anche della formazione degli operai, essa svolgeva annualmente alcuni corsi di apprendistato per l'orologeria.
Nel 1949, la Westclox Scotland fabbricava 10.000 orologi alla settimana, e nel 1950 raggiunse la quota di 1.000.000 orologi prodotti dal periodo della sua fondazione, il successo della fabbrica di Dumbarton fu tale che, verso la metà degli anni '50 la casa madre Westclox dovette ampliare il suo sito produttivo. L'apice del successo avvenne verso la metà degli anni '60 quando l'azienda contava 1.100 operai di organico, oltre 1/3 degli orologi prodotti in Scozia vennero esportati in circa 110 paesi di tutto il mondo.
Tra il 1967 e il 1968 arrivarono i primi periodi difficili per l'azienda, tra le varie cause vi era: la concorrenza agguerrita con gli altri paesi produttori di ferro che fabbricavano orologi più economici di quelli marchiati Westclox Scotland (e della casa madre), una conseguenza di tutto ciò fu il licenziamento di 400 operai, per risolvere il problema, il governo del Regno Unito promulgò alcune leggi antidumping, in questo modo la fabbrica riprese la normale produzione.
Nello stesso periodo negli USA del 1968, la General Time (gia in possesso del marchio Westclox) fu acquistata dalla Talley Industries; Nonostante l'imminente acquisto della casa madre Westclox da parte della Talley Industries, produttrice di airbag e altri apparecchi elettronici, non vi fu alcuna sovrapposizione dei prodotti nello stabilimento di Dumbarton.
Nel 1976, lo stabilimento di Westclox Scotland divenne il quartier generale della General Time.Ltd, nel 1988, la fabbrica chiuse definitivamente i battenti.

## La Westclox Scotland oggi
Dopo la chiusura, all'interno della ex fabbrica Westclox Scotland, sorsero alcune imprese di piccola dimensione sociale.

## Curiosità
- Nel 1971, all'interno della fabbrica fu girato un documentario da parte della BBC che ritraeva la preparazione per una visita da parte della Regina d'Inghilterra e il Duca di Edimburgo assieme alla Principessa Anna.[3][4]
- Nell'ottobre del 1974, all'interno dello stabile si tenne un'intervista tra l'astronauta Neil Armstrong e l'astronomo britannico Patrick Moore, entrambi hanno visitato la fabbrica scozzese per promuovere gli orologi al quarzo prodotti dall'azienda; tale tecnologia, sviluppata in gran parte dalla General Time, venne utilizzata all'interno del modulo lunare Apollo 11.[3][4]